# Équipe cycliste RMO
RMO est une ancienne équipe cycliste française ayant existé de 1986 à 1992. Elle fut dirigée par Bernard Thévenet (1986-1987), puis par Bernard Vallet (1988-1990) et enfin par Bruno Roussel (1991-1992).

## Histoire de l'équipe
L'équipe est sponsorisée par la société de travail par intérim R.M.O, pour Relation Main d'Œuvre, basée à Grenoble et dirigée par Marc Braillon, ancien président du Football Club de Grenoble Dauphiné. Elle reprend en 1986 l'équipe La Redoute.
De 1988 à 1991, elle s'est associée avec l'entreprise de fabrication de bicyclettes et de motocyclettes Grenobloise Libéria pour constituer une nouvelle équipe, avec en particulier les coureurs Charly Mottet, Éric Caritoux et Thierry Claveyrolat.
Braillon décide de changer de directeur sportif en 1991. Charly Mottet lui présente Bruno Roussel et Braillon l'engage.
Lors du Tour de France 1992, Richard Virenque porta le maillot jaune durant une journée avant que son coéquipier Pascal Lino prolonge l'aventure pour une dizaine de journées supplémentaires. Elle disparait à la fin de l'année 1992 à la suite de la faillite de son sponsor principal, incapable de payer ses salariés.

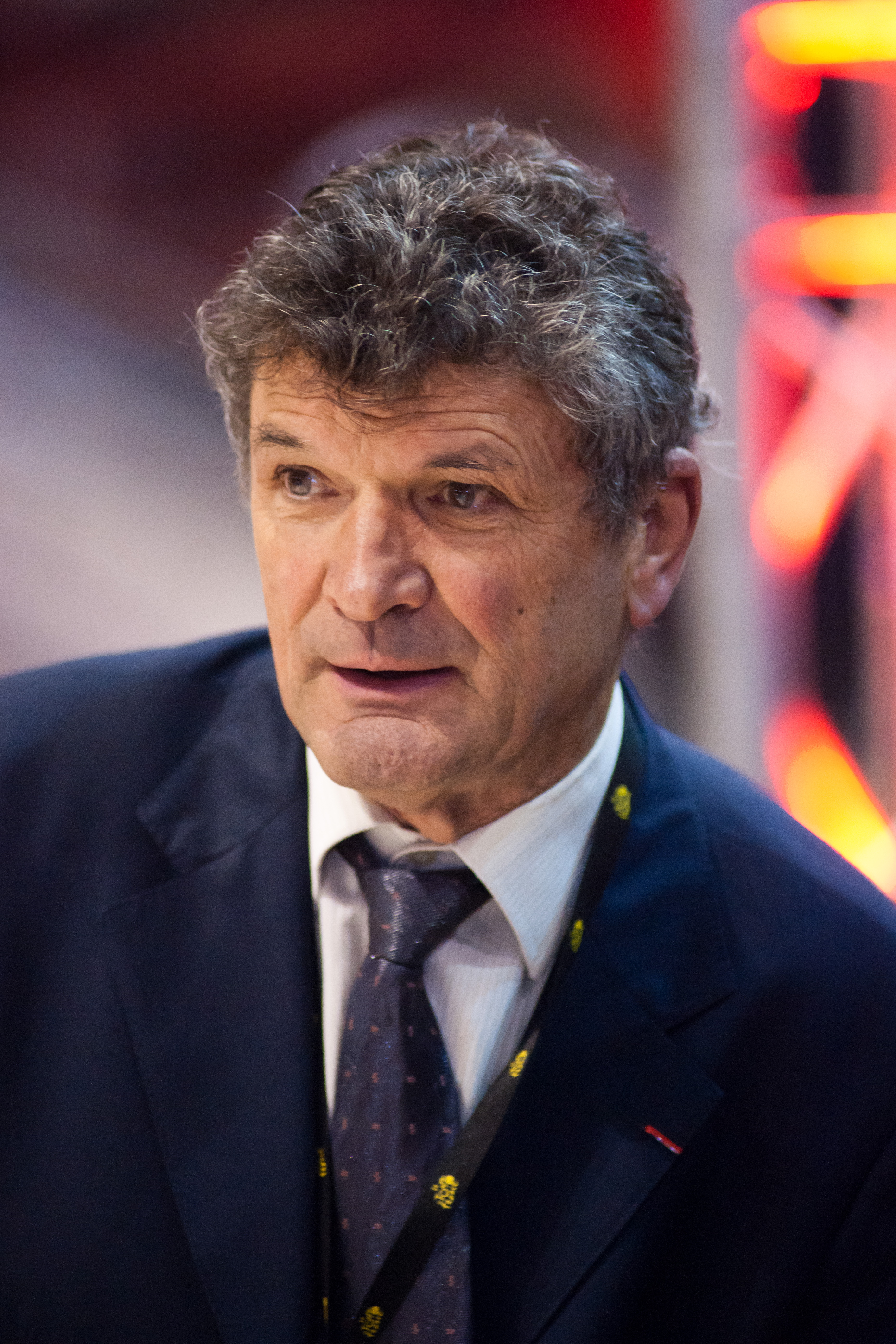
Bernard Thévenet
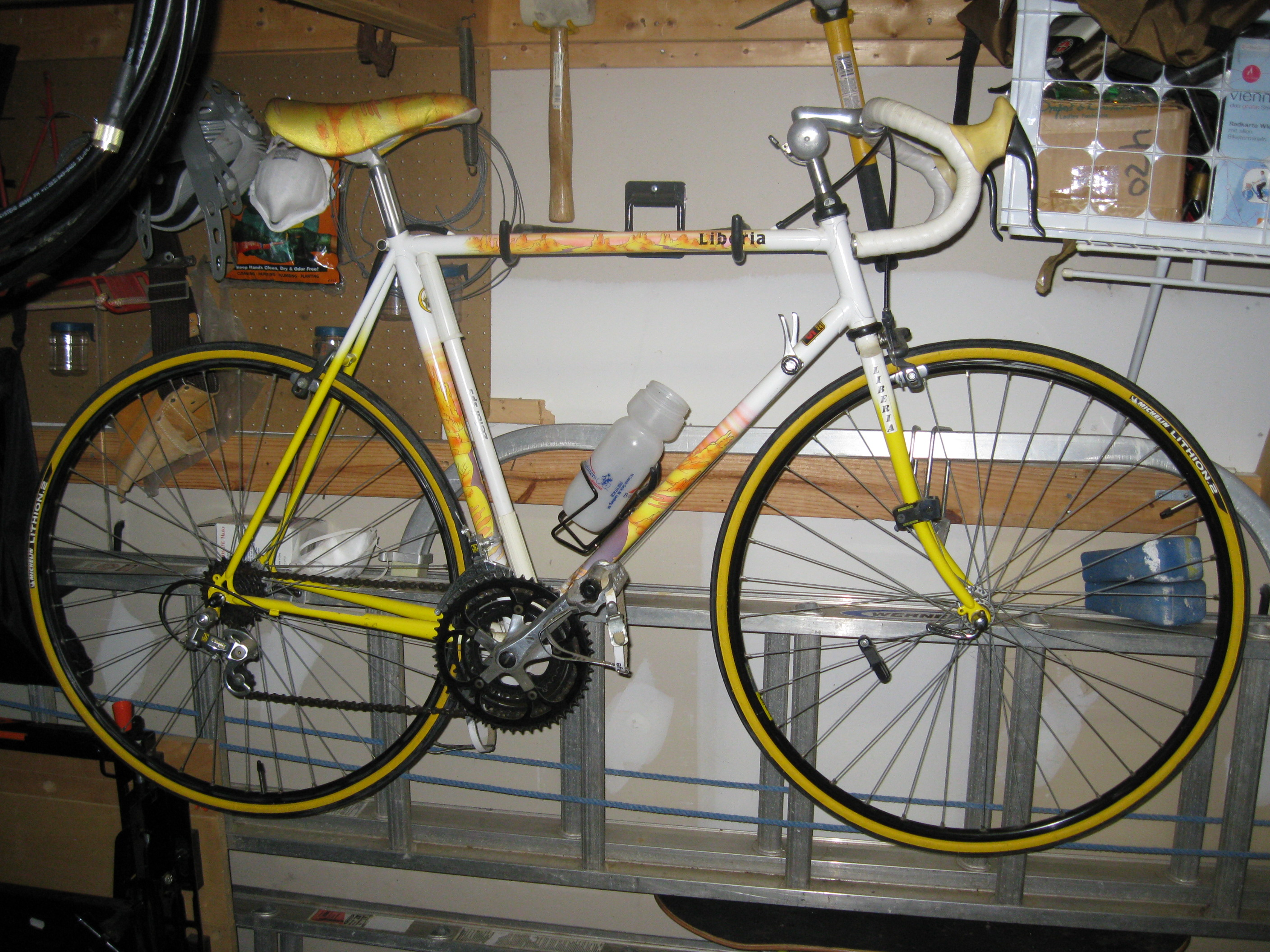
Vélo Libéria

‌

## Principaux coureurs
- Francis Castaing

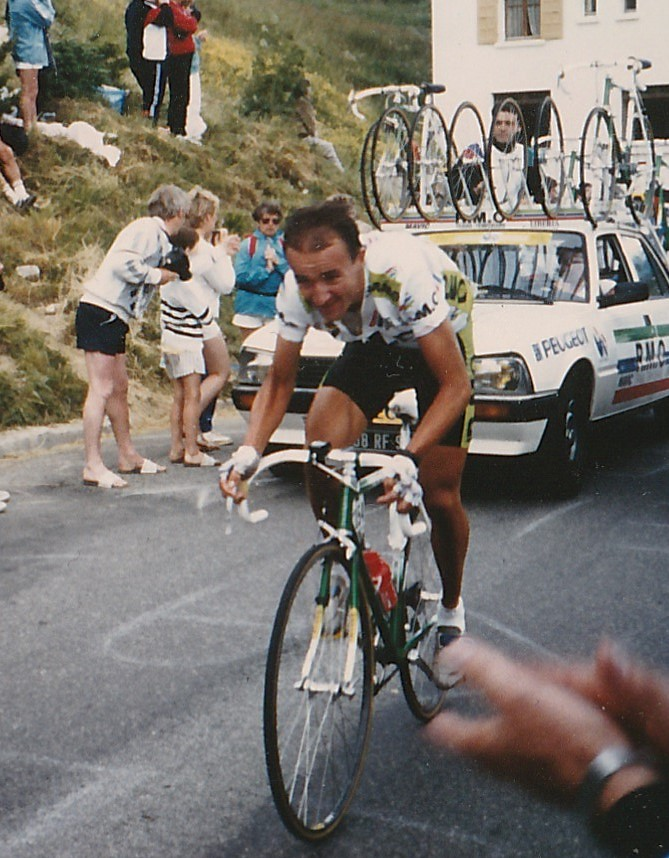
Thierry Claveyrolat
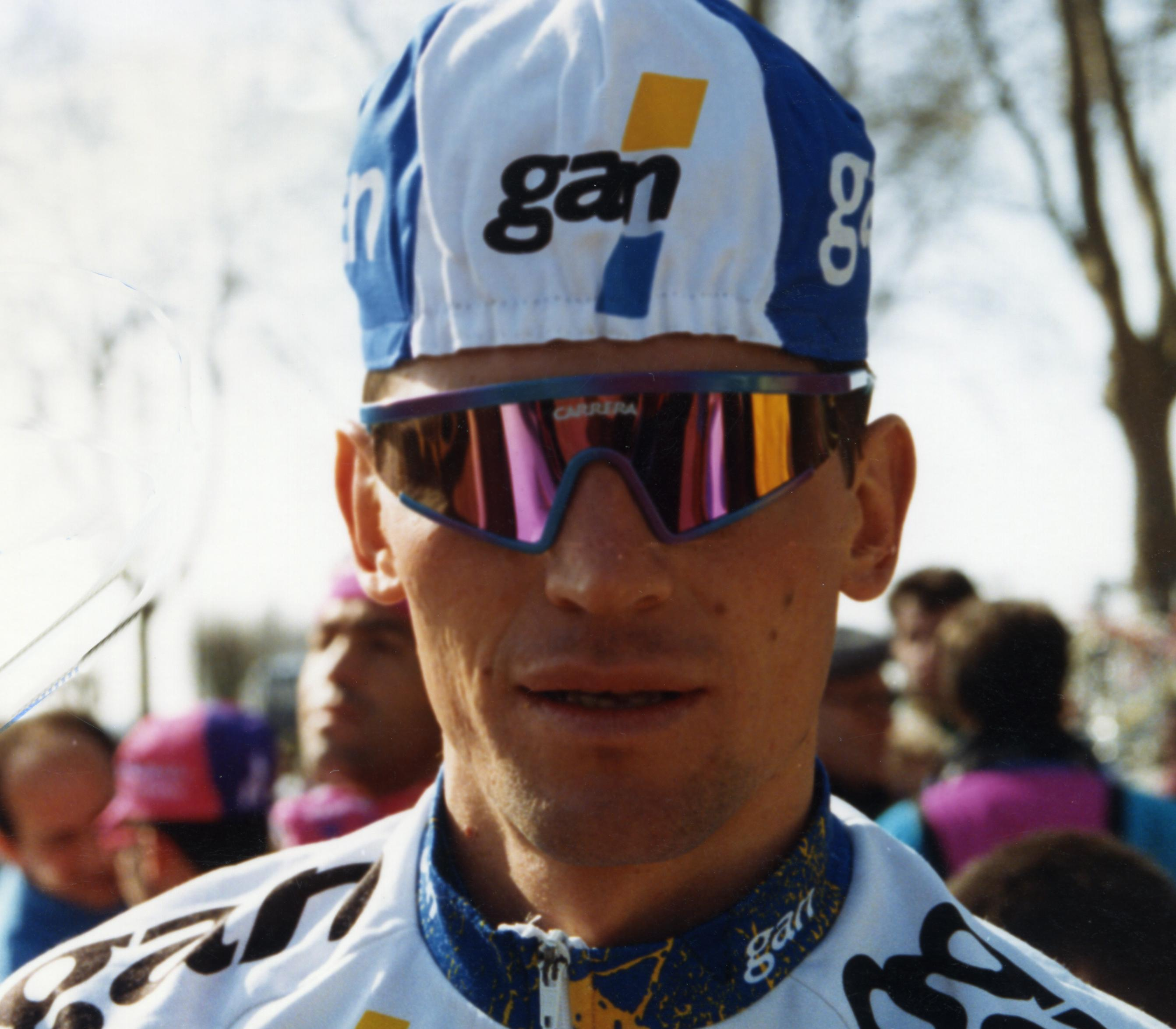
Jean-Claude Colotti
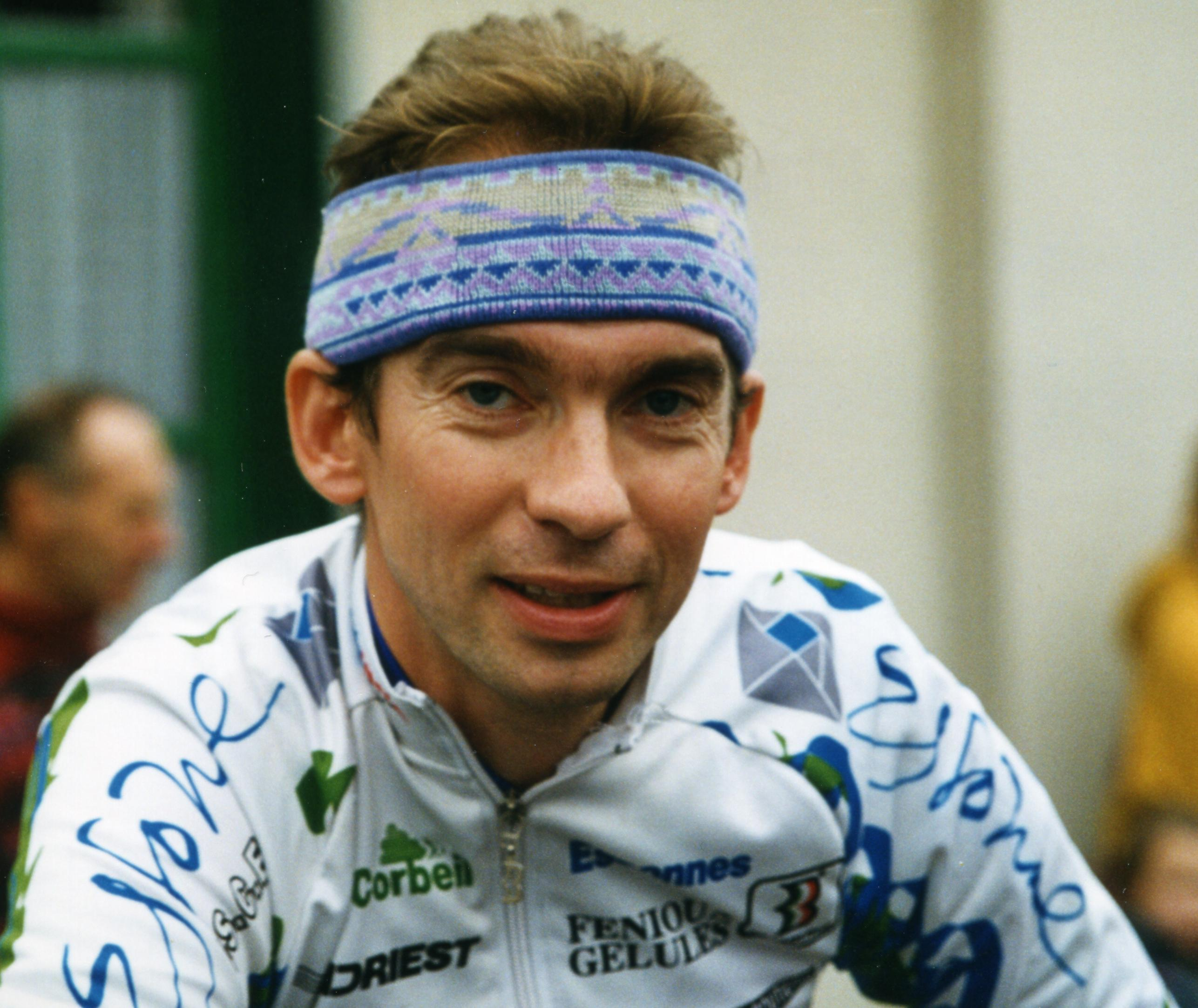
Patrice Esnault
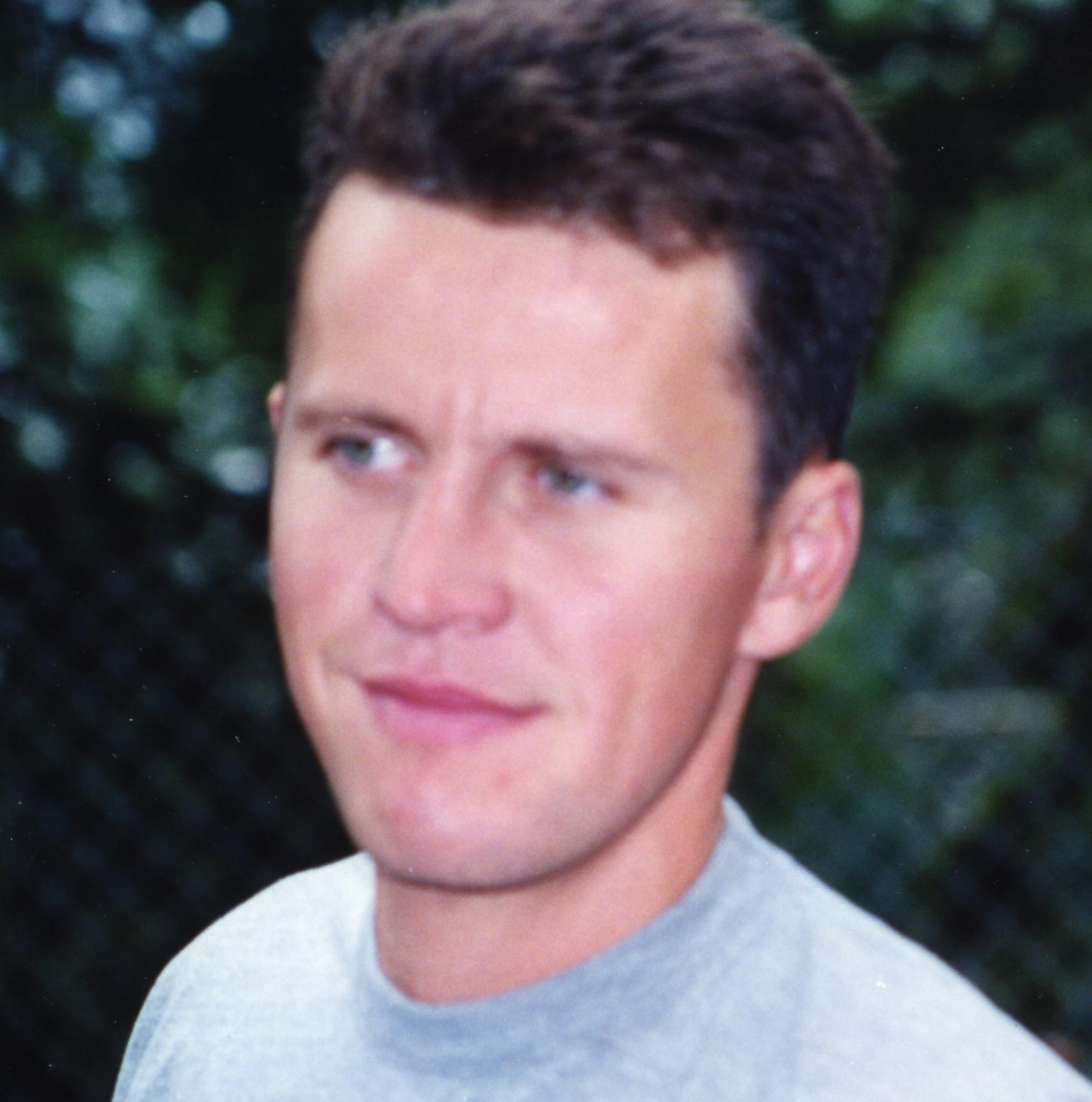
Pascal Lino
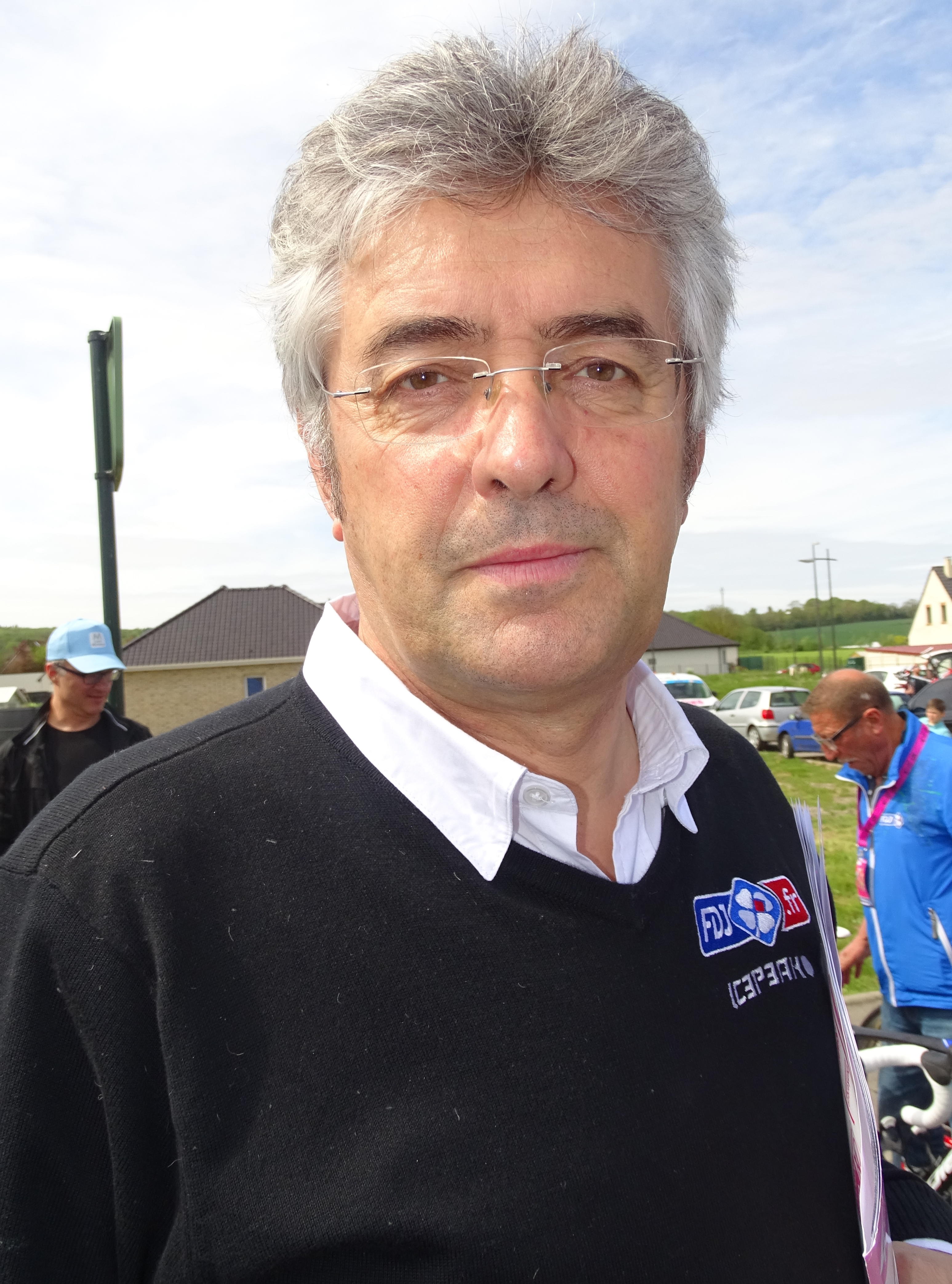
Marc Madiot
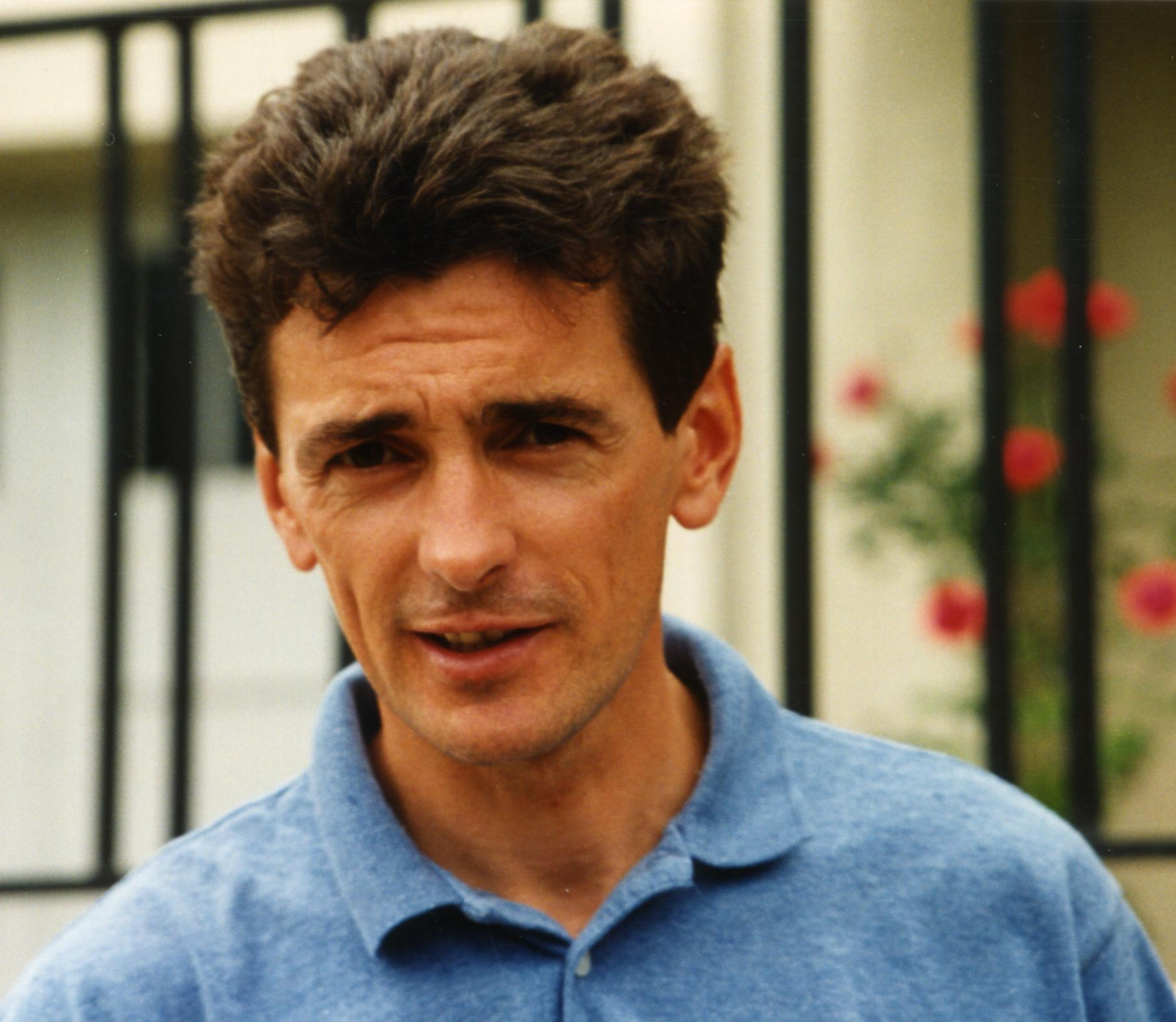
Yvon Madiot
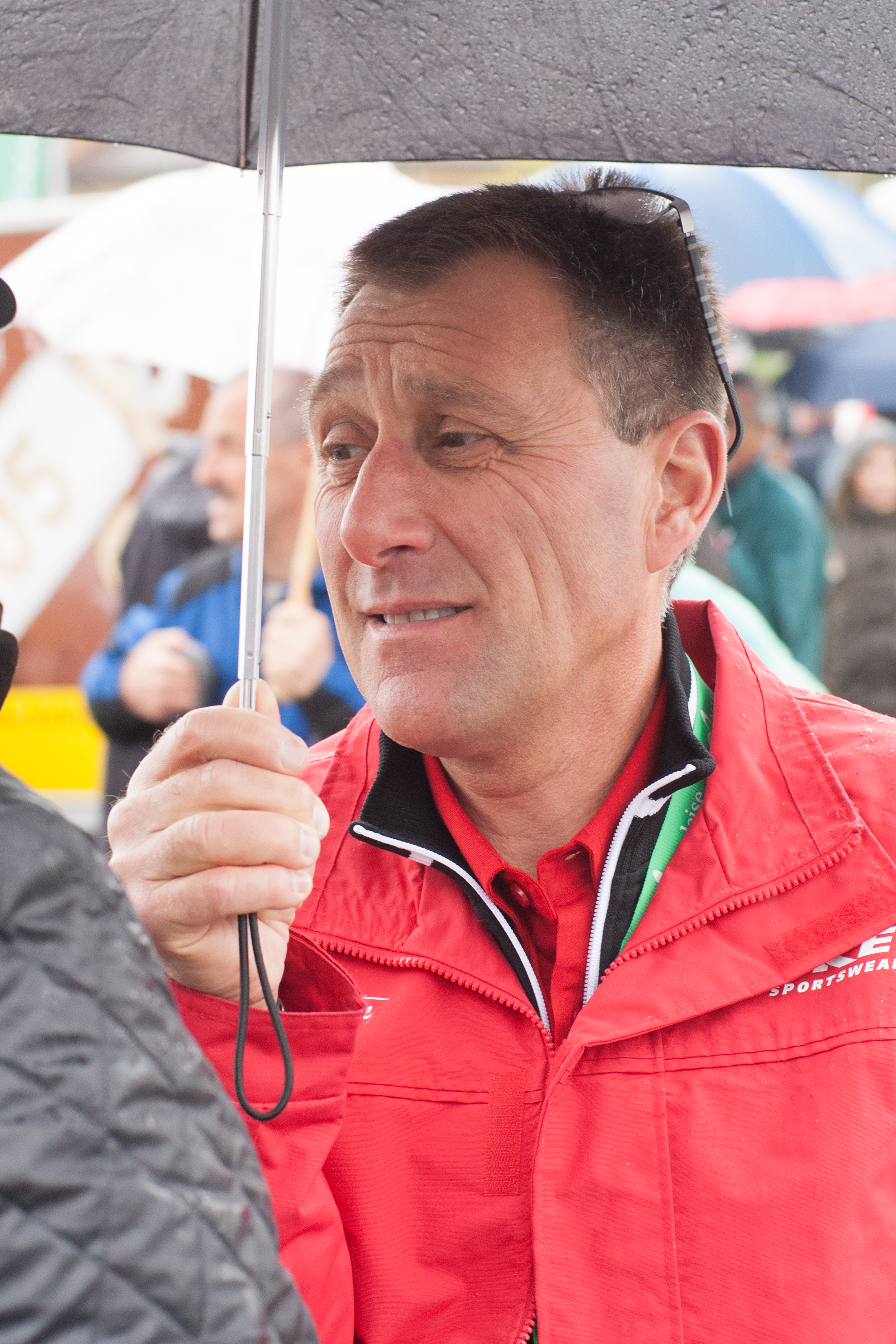
Charly Mottet
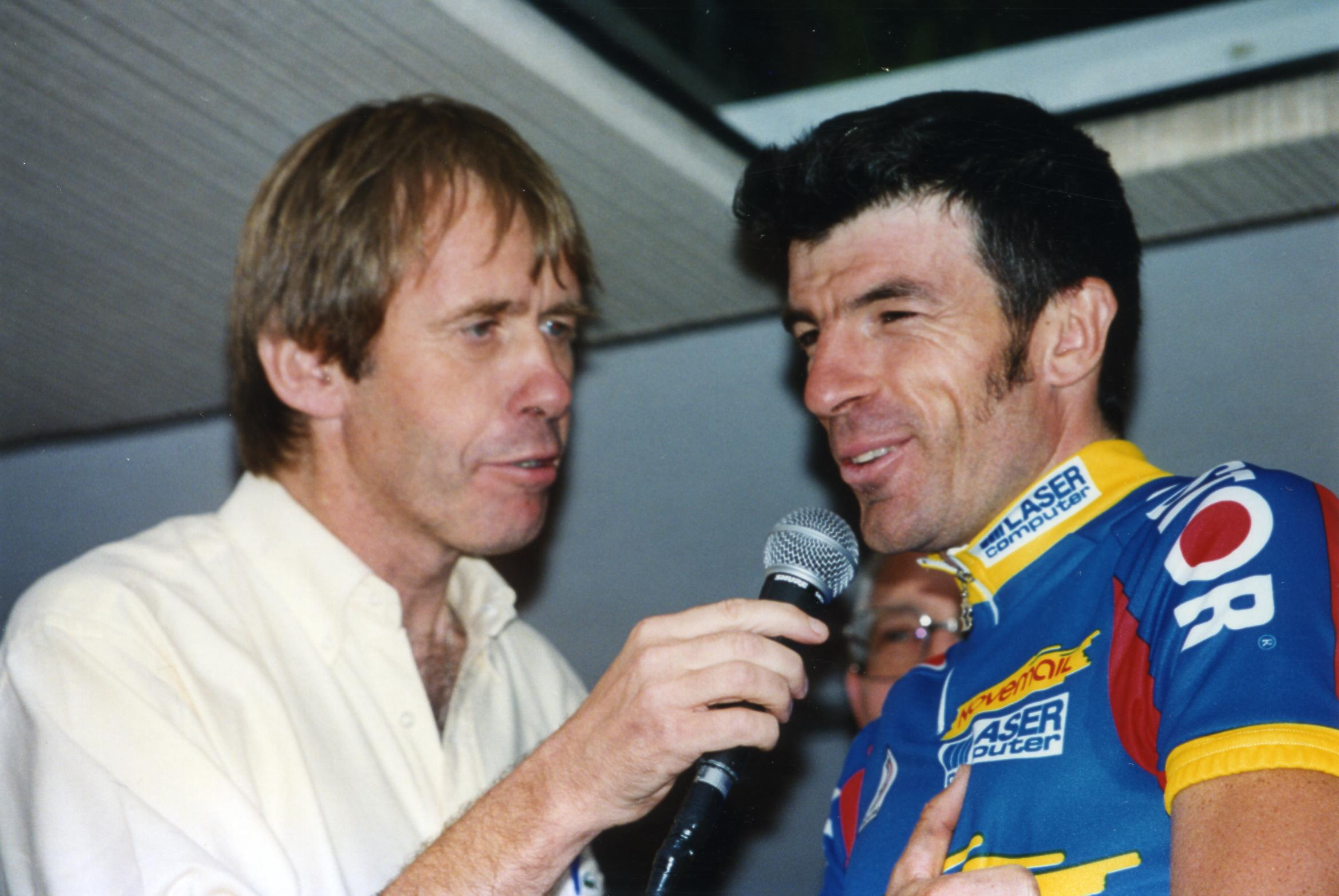
Ronan Pensec
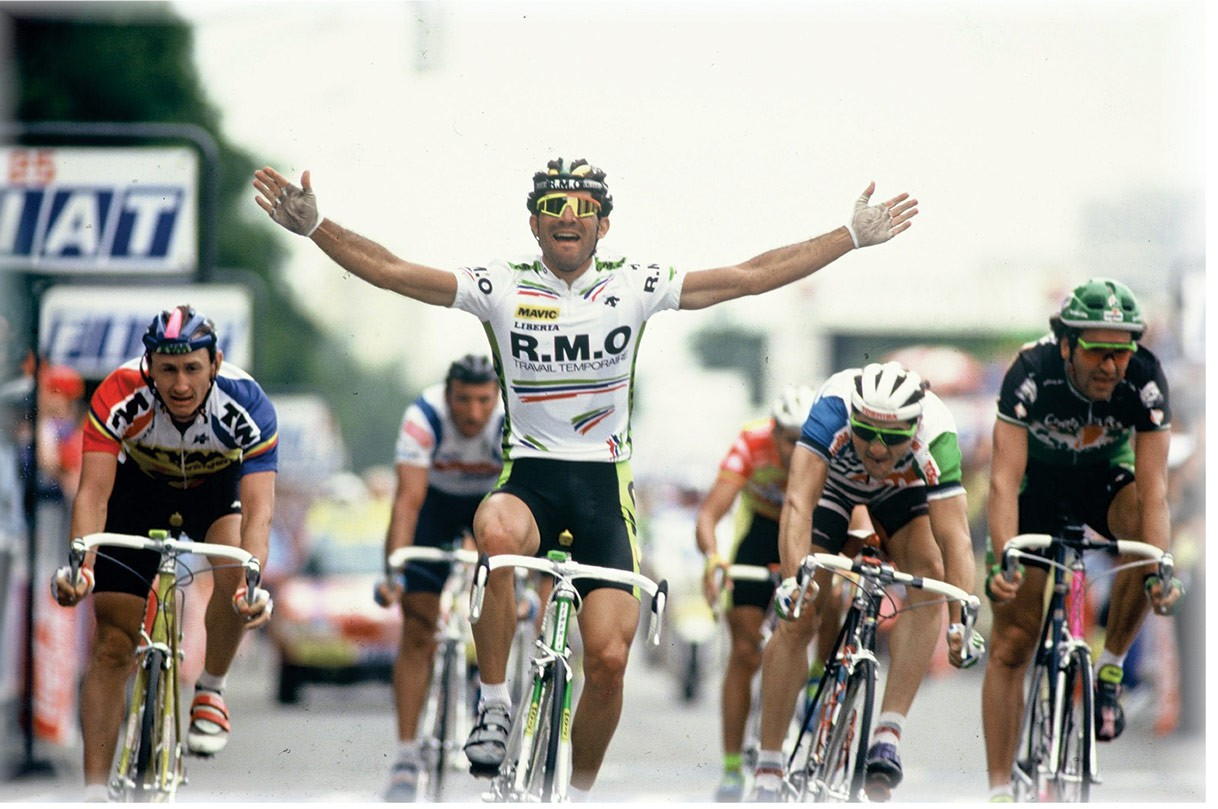
Mauro Ribeiro
- Bernard Vallet
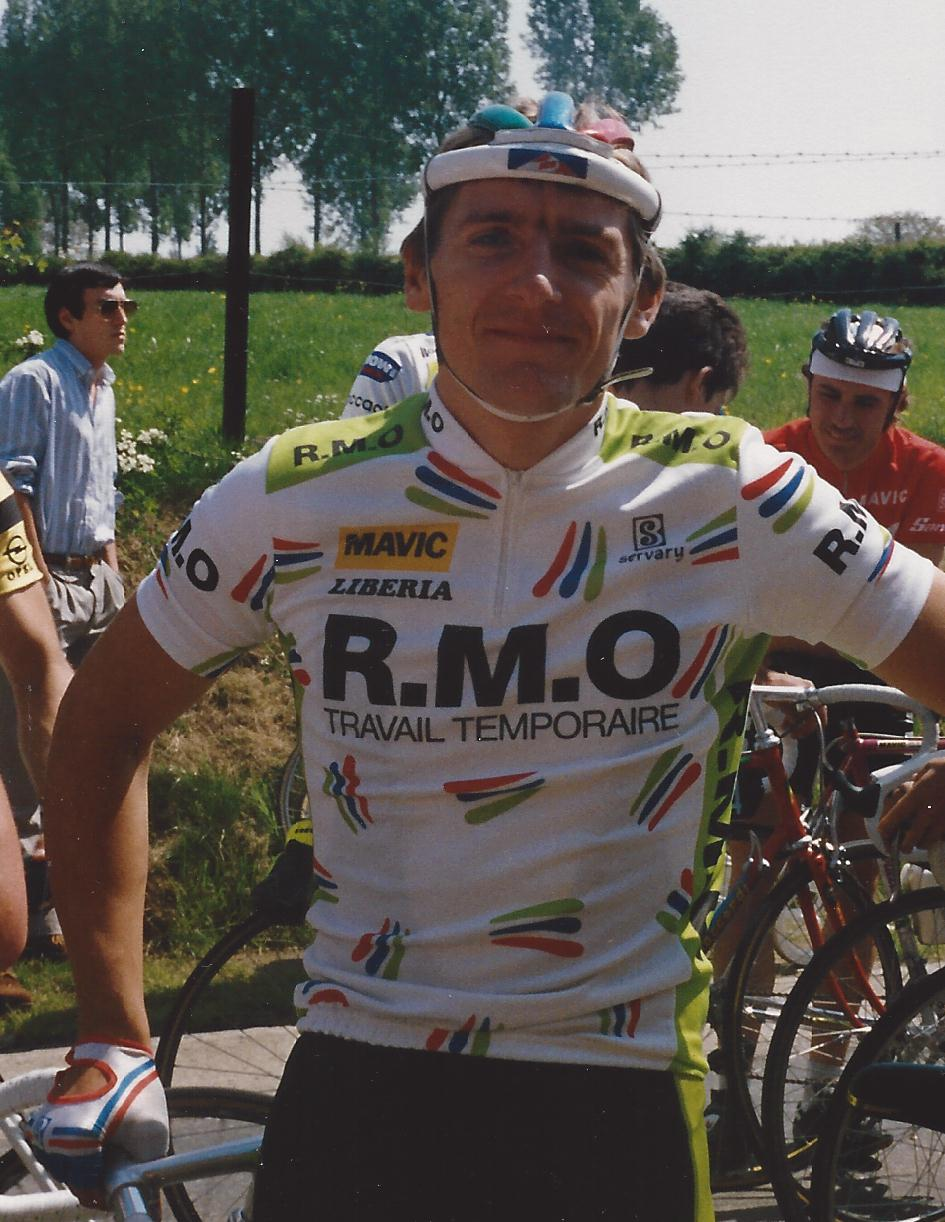
Michel Vermote
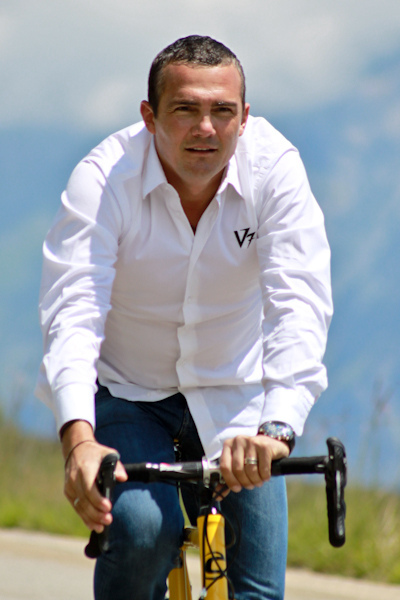
Richard Virenque
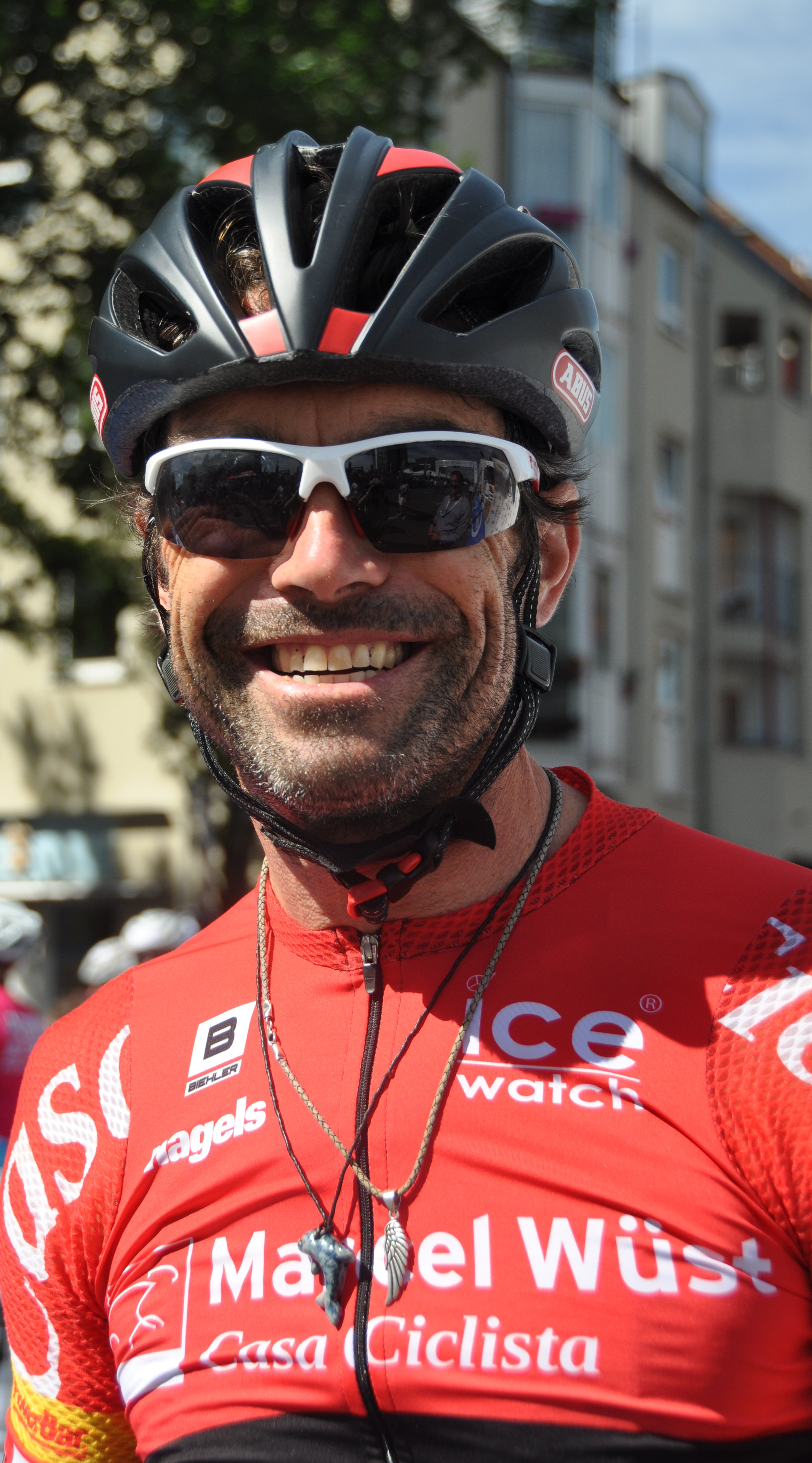
Marcel Wüst

- Thierry Claveyrolat
- Jean-Claude Colotti
- Patrice Esnault
- Pascal Lino
- Marc Madiot
- Yvon Madiot
- Charly Mottet
- Ronan Pensec
- Mauro Ribeiro
- Michel Vermote
- Richard Virenque
- Marcel Wüst

## Principales victoires

### Classiques
- Grand Prix de Plouay
  - 1989 Jean-Claude Colotti 
  - 1992 Ronan Pensec
- Grand Prix de Zurich
  - 1990 Charly Mottet
- Paris-Roubaix
  - 1991 Marc Madiot

### Tour de France
- 1990
  - 10e étape : Thierry Claveyrolat 
  - 15e étape : Charly Mottet 
  -  Classement de la montagne : Thierry Claveyrolat
- 1991
  - 9e étape : Mauro Ribeiro 
  - 11e étape : Charly Mottet 
  - 12e étape : Charly Mottet

### Critérium du Dauphiné
- Classement général du Critérium du Dauphiné (Charly Mottet en 1989 et 1992)
  - 5 étapes sur le Critérium du Dauphiné (2 en 1986, 1 en 1987, 1 en 1989 , 1 en 1990 et 1 en 1992)

### Tour de Romandie
- Classement général du Tour de Romandie (Charly Mottet en 1990)
  - 2 étapes du Tour de Romandie  (1990)

### Tour de Luxembourg
- Classement général du Tour de Luxembourg (Jean-Philippe Dojwa en 1992)

### Autres courses
- Bordeaux-Paris (Bernard Vallet 1987 et Jean-François Rault 1988)
- 3 étapes sur le Paris-Nice (1 en 1988, 1 en 1990 et 1 en 1992)
- 1 étape sur le Tirreno-Adriatico (1989)
- 1 étape sur le Tour de Catalogne (1990)